# 中性 (酸塩基)
中性（ちゅうせい）とは、溶液の酸塩基性に関する性質で、酸性でもアルカリ性（塩基性）でもない状態である。
水溶液中では水素イオン指数（pH）が7あたりのときをいい、青色リトマス紙も赤色リトマス紙も変色しない。

## 概要
水溶液中であれば、水素イオン H+ 濃度（厳密に表現すればオキソニウムイオン濃度）と水酸化物イオン OH－ 濃度が等しい状態とも言える。水素イオン濃度のほうが大きい場合は酸性、水酸化物イオン濃度のほうが大きい場合をアルカリ性または塩基性と呼ぶ。
中性の溶液のpHは、自己解離定数の1⁄2である。例えば、25℃の水の自己解離定数は約14であり、中性の水のpHは約7である。より正確には、22℃の時に pH = 7.00 になる。
自己解離定数は温度や溶存物質に依存し、25℃付近を大きく外れる温度の水や、アルコールなどとの混合溶媒中では中性の pH = 7 とは言えない（有効数字を何桁まで求めるかにもよるが）。
水以外の溶媒でも自己解離するものがあり、その場合リオニウム（水溶液中では水素イオン）とリエイト（水溶液中では水酸化物イオン）の濃度が等しい状態を指す。

## 中性の物質
(この節の出典)
- 水
- 牛乳